# Crisis del PSOE de 2016

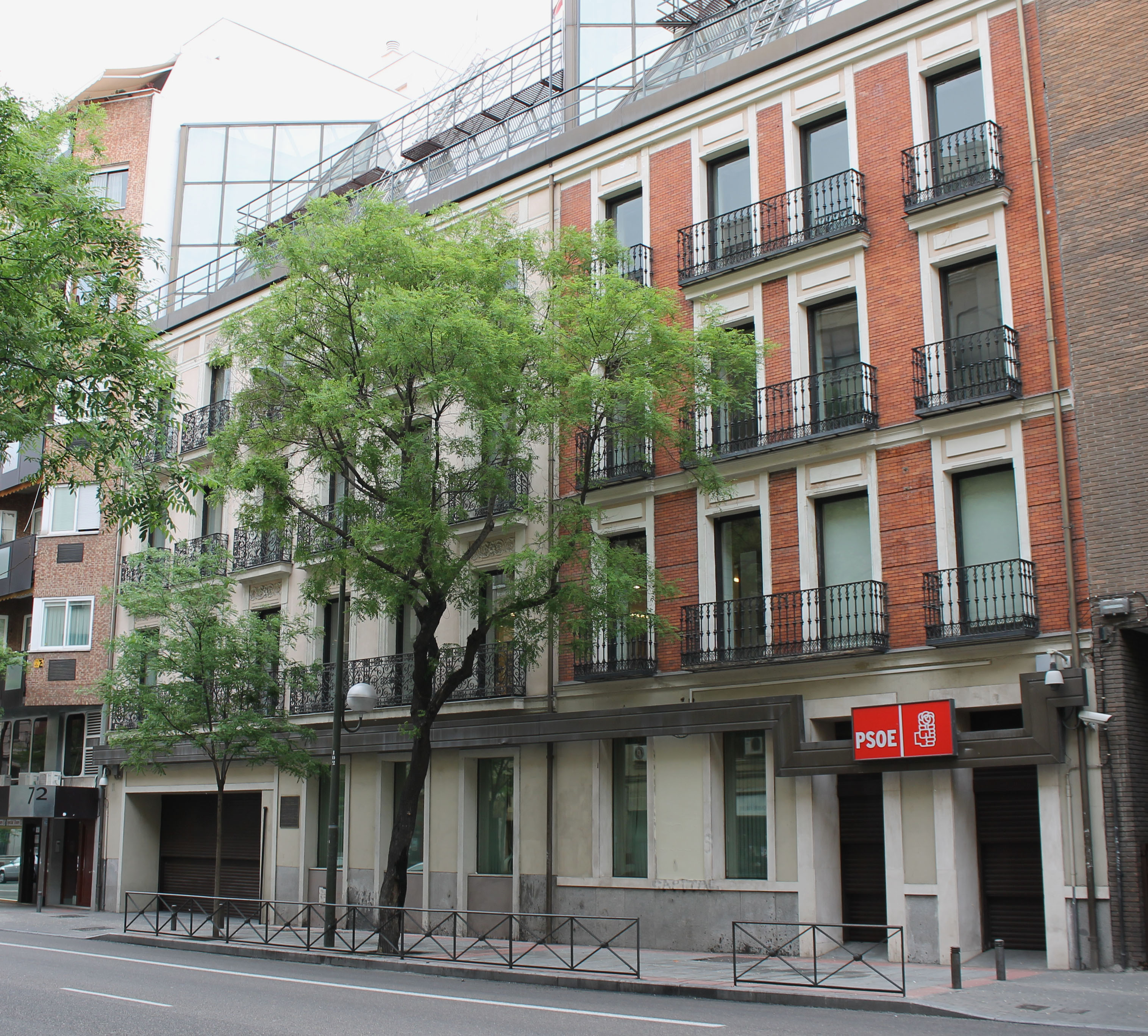
Sede del PSOE en Madrid, donde se produjo la dimisión de su secretario general, Pedro Sánchez

La crisis del PSOE de 2016 es entendida como el conflicto interno en el Partido Socialista Obrero Español por el control político del mismo durante el otoño de 2016. Si bien el conflicto se puede remontar desde mucho antes del año 2016, el enfrentamiento directo estalla cuando, tras celebrarse dos elecciones generales sin haberse conseguido formar Gobierno, el partido debe tomar una decisión de entre las siguientes:
- Intentar formar un Gobierno de coalición junto a partidos de  izquierda, nacionalistas e independentistas, pese a las grandes diferencias ideológicas. Esta opción era defendida por la dirección política del PSOE encabezada por Pedro Sánchez (la facción "sanchista"), pero no contaba con apoyos suficientes en el Comité Federal del partido, que era quien tenía que ratificar la decisión final.
- Abstenerse en una hipotética votación de investidura de Mariano Rajoy, candidato del Partido Popular y tradicional partido antagónico del PSOE. Esta era la opción defendida por amplios sectores del partido (la facción "susanista"), pero no contaba con el visto bueno de la dirección del partido y, por tanto, nunca sería presentada por Pedro Sánchez ante el comité federal.
- Mantener la negativa a investir a Mariano Rajoy como presidente del Gobierno, aun a riesgo de que se tuviesen que celebrar unas terceras elecciones generales en menos de un año. Esta opción era defendida por el sector sanchista en caso de que fracasasen sus negociaciones de un Gobierno alternativo y rechazada de plano por el sector susanista. Como básicamente no suponía modificar la posición del partido, era la única viable en las circunstancias de aquel momento.

Se considera el inicio de la crisis la dimisión de 17 miembros de la Comisión Ejecutiva Federal el 28 de septiembre de 2016, tras anunciar Pedro Sánchez sus planes de celebrar un Congreso que terminara, según explicaba, con el cuestionamiento interno al que era sometido cuando trataba de negociar un Gobierno alternativo. La crisis desembocaría con la dimisión del propio secretario general, Pedro Sánchez el 1 de octubre y la creación de una gestora que tomó el control del partido con Javier Fernández Fernández al frente. Finalmente esto llevaría a la abstención de los diputados socialistas en la votación (con excepción de algunos diputados del PSC) para la investidura del Gobierno del Partido Popular, consiguiendo Mariano Rajoy, líder de este último, la ratificación como Presidente del Gobierno y el fin del bloqueo político del país.

## Antecedentes y trasfondo
| Escaños en el Congreso de los Diputados del PSOE desde el 2000 |
|                                                                |

El Partido Socialista Obrero Español ha sido el partido de centro izquierda con mayor apoyo durante la democracia en España. En el período posterior al régimen franquista ha gobernado entre 1982 y 1996, teniendo como presidente del Gobierno a Felipe González y en el período de 2004 a 2011 con José Luis Rodríguez Zapatero. En las elecciones generales de 2011, el descontento con su gestión de la crisis económica de 2008 se tradujo en una pérdida de 4 millones de votos, el fin de su mandato y un Gobierno del Partido Popular con mayoría absoluta.
El descontento con los dos partidos mayoritarios que han gobernado el país desde la caída de la UCD en 1982 debido a la gestión de la crisis y al afloramiento de numerosos casos de corrupción condujo a la creación de dos nuevos partidos que se han llevado parte de los votantes socialistas: Ciudadanos, dirigido por Albert Rivera ha conducido el voto de centro y sobre todo Podemos, que ha absorbido los votantes de izquierdas. En las elecciones municipales de 2015, Podemos consigue gobernar en las principales capitales del país: Madrid, Barcelona, Zaragoza, Cádiz, La Coruña, Santiago de Compostela y Ferrol entre otras, generalmente con el apoyo de los socialistas que quedan como partidos secundarios. Comúnmente se ha denominado a este proceso el fin del bipartidismo.

### Elecciones generales de 2015 y de 2016
En las elecciones generales de 2015 la coalición PSOE-PSC obtiene 90 escaños (20 menos que en 2011), siendo la segunda fuerza política del país después del PP con 123. Aun así, el PP no consigue la mayoría absoluta, lo que hace que se plantee un pacto entre otras fuerzas (lideradas por Pedro Sánchez) para intentar gobernar. En febrero de 2016, el PSOE llega con Ciudadanos a un acuerdo que permitiría gobernar mediante acuerdo,  pero para que se formara ese Gobierno era necesario que Podemos se abstuviera, lo cual no ocurrió. El 2 de marzo de 2016 se realizó la primera votación de investidura de Pedro Sánchez, perdiéndola, y el 4 de marzo la segunda, perdiéndola nuevamente. Ante la imposibilidad de formar Gobierno, se convocaron elecciones para junio. En mayo, al límite de plazo, el equipo socialista estuvo negociando un acuerdo con Podemos, sin éxito.
En junio de 2016, la coalición PSOE-PSC obtuvo menos apoyos (85 escaños, 5 menos que en diciembre). El Partido Popular, por otro lado, subió de 123 a 137. En este momento, el secretario general socialista empieza a ser muy criticado ya no solo por los otros partidos sino también en el suyo propio. Se critica que el partido está perdiendo elecciones, que pretende gobernar a cualquier precio y necesita una reforma interna urgente. También muchos dentro del PSOE abogan por abstenerse y dejar gobernar al PP, al menos hasta que tengan un apoyo mayoritario en las cámaras. Se sabe que a partir de aquí los críticos empiezan a unir voces para reformar el partido. El 29 de septiembre, el expresidente del Gobierno Felipe González llama mentiroso a Pedro Sánchez porque le prometió que el PSOE se iba a abstener para dejar gobernar a Mariano Rajoy.

## Facciones
Oficiosamente los medios de comunicación se han referido a dos bandos más o menos claros en el partido:
- Los oficialistas  o sanchistas,[9] liderados por Pedro Sánchez, eran los partidarios de no apoyar un gobierno del Partido Popular, el partido conservador de derecha ganador de las elecciones, ni dándoles sí ni absteniéndose en la votación. Como opción planteaban un pacto con Ciudadanos o una gran coalición que implicaba consenso con la coalición Podemos e Izquierda Unida, y también con partidos nacionalistas catalanes y vascos. Aunque no apoyaban la independencia de ningún territorio, sí estaban dispuestos a negociar más autogobierno a las comunidades que así lo requirieran,[10] reacios a llegar a cualquier pacto con la derecha,[11] pero no contaban con apoyo de la mayor parte de la cúpula del partido. En este grupo se encontrarían, entre otros: Francina Armengol (presidenta de Baleares por aquel entonces), Miquel Iceta (PSC), Meritxell Batet (PSC), Odón Elorza (PSE), Patxi López (PSE), Idoia Mendia (PSE), Luis Tudanca, César Luena o Sara Hernández.
- Los críticos o susanistas,[12] liderados oficiosamente por Susana Díaz, eran aquellos partidarios de abstenerse en la investidura de Mariano Rajoy ya que consideraban que el partido no debía gobernar sin tener un apoyo mayoritario en la cámara, ni debía pactar con Unidos Podemos o los independentistas. Se oponen al acercamiento a las políticas del partido de Pablo Iglesias y han mostrado su oposición a la separación de España. Tenían el apoyo de la cúpula y de varias federaciones importantes para el partido, como la andaluza. Contaban con el apoyo de Guillermo Fernández Vara (presidente de Extremadura), Javier Fernández (de Asturias), Emiliano García-Page (de Castilla-La Mancha), Ximo Puig (de Valencia), Javier Lambán (de Aragón), José Luis Rodríguez Zapatero (expresidente de España), Felipe González[13] (expresidente de España), Carme Chacón (exministra de Defensa), Micaela Navarro o Patricia Hernández.[14]

## Desarrollo

### Dimisión de 17 miembros de la ejecutiva
El miércoles 28 de septiembre, Antonio Pradas, secretario de Política Federal del PSOE, presentó en la sede del partido la dimisión en bloque de 17 miembros de la Ejecutiva Federal, con la intención de forzar su disolución, al quedar reducida a 18 miembros, y formar una gestora. Por ello, tras presentarse las 17 dimisiones, el secretario de organización del PSOE, César Luena, anunció que, según establecían los estatutos del partido, procedía la convocatoria de un Comité Federal que tendría que convocar un Congreso Extraordinario que renovara la ejecutiva.
| Los 17 miembros que dimitieron de la Ejecutiva | Los 17 miembros que dimitieron de la Ejecutiva |
| ---------------------------------------------- | ---------------------------------------------- |
| Micaela Navarro                                | Presidenta del PSOE (AND)                      |
| Antonio Pradas                                 | Secretario de Política Federal (AND)           |
| María José Sánchez Rubio                       | Secretaria de Sanidad (AND)                    |
| Estefanía Martín Palop                         | Secretaria de Formación (AND)                  |
| Noemí Cruz                                     | Política Regional (AND)                        |
| Francisco Pizarro                              | Vocal (AND)                                    |
| Juan Pablo Durán                               | Vocal (AND)                                    |
| Emiliano García-Page                           | Vocal (CSM)                                    |
| Manuela Galiano                                | Secretaria de Pequeños Municipios (CSM)        |
| Luz Rodríguez                                  | Secretaria de Empleo (CSM)                     |
| Ximo Puig                                      | Secretario de Reformas Democráticas (VAL)      |
| Tomás Gómez                                    | Vocal (MAD)                                    |
| Eva Matarín                                    | Secretaria de Inmigración (MAD)                |
| Carme Chacón                                   | Secretaria de Relaciones Internacionales (CAT) |
| José Miguel Pérez                              | Secretario de Educación (CAN)                  |
| Carlos Pérez Anadón                            | Vocal (ARA)                                    |
| María Ascensión Murillo                        | Vocal (EXT)                                    |

### Negación de la legitimidad de la ejecutiva e intento de toma de control del partido
Antonio Pradas, por su parte, negó la legitimidad de la ejecutiva, pues según él había quedado disuelta y Pedro Sánchez ya no era secretario general y mucho menos presidente del PSOE en funciones. El 29 de septiembre, se presentó frente a la sede del PSOE la secretaria general del PSOE Sevilla, Verónica Pérez, cercana a Susana Díaz. Verónica Pérez también negó la legitimidad de la ejecutiva y declaró que "en este momento, la única autoridad en el PSOE soy yo" puesto que era la presidenta del comité federal del partido. Verónica Pérez solicitó la intervención de la Comisión de Ética y Garantías, donde su presidenta Isabel Celaá y el secretario Félix Bolaños apoyaban a Pedro Sánchez, mientras que María Jesús Montero, Inés Ayala y Wilfredo Jurado apoyaban a Susana Díaz. Ante la negativa de Celaá a convocar la Comisión, la mayoría susanista se reunió y emitió un dictamen dando por disuelta la Ejecutiva Federal y proponiendo la creación de una Comisión Gestora.

### 1 de octubre: Comité Federal. Dimisión de Pedro Sánchez
El sábado 1 de octubre, se celebró un convulso Comité Federal. Las partes enfrentadas por el control del PSOE no tenían ninguna vía de entendimiento y tenían dos puntos de vista diametralmente opuestos. Los oficialistas buscaban retener el poder del partido hasta un Congreso que debía realizarse lo más pronto posible. Los críticos liderados por Susana Díaz intentaban tomar el control del partido deponiendo a Sánchez y nombrando una gestora -que se esperaba estuviera dirigida por Javier Fernández, presidente de Asturias- que además debería de lidiar con el coste político que supusiera pactar con el Gobierno del PP. El partido entonces tendría tiempo para afrontar un "congreso de refundación" y entonces Susana Díaz no tendría rival para dirigir el partido. En este punto se plantea incluso la opción de escisión del partido.
Inicialmente programado a las 9:00 h en la sede de Ferraz, la reunión del comité federal se retrasa durante varias horas. Durante la reunión, el secretario general del PSOE Aragón, Javier Lambán, gritó al presidente del PSOE en funciones, Pedro Sánchez, acusándole de no ser ya la máxima autoridad del partido. Sánchez intentó ganar tiempo, proponiendo la readmisión de los 17 miembros de la ejecutiva que habían renunciado tres días antes y llamando al comité a reunirse a la semana siguiente, lo cual no aceptaron los rebeldes, declarando que no reconocían la autoridad de Sánchez y describiendo la propuesta como "insultante". Sánchez bloqueó repetidamente los intentos de Díaz de votar la posición del partido o el propósito de la reunión. Mientras tanto cientos de periodistas se agolparon en la puerta de la sede, junto con militantes del partido y curiosos.
Sánchez intentó forzar un voto secreto sobre su propuesta para convocar un congreso del partido, pero fue suspendido una vez los críticos reclamaron que la urna estaba "escondida" y sin supervisión, acusando a Sánchez de fraude electoral. Con el paso de las horas, Sánchez empezó a perder aliados incluso entre los suyos y los rebeldes empezaron a recoger firmas para una moción de censura contra él. Finalmente se consiguieron firmas de más de la mitad de los miembros para que Sánchez renunciara. Aunque la reunión fue a puerta cerrada, se sabe que los ánimos no estaban muy calmados, según se informa Susana Díaz rompió a llorar y un crítico del partido, Juan Cornejo, supuestamente intentó agredir al presidente en funciones del partido, Pedro Sánchez, aunque no hay pruebas de ello.
Un acuerdo se alcanzó finalmente entre las partes, esta vez mediante voto a mano alzada. Los críticos finalmente reconocieron que la ejecutiva seguía teniendo plena legitimidad. Se sometió la propuesta de convocatoria de un Congreso a votación, que perdió Pedro Sánchez por 132 a 107, dimitiendo inmediatamente después. Se procedió a la formación de una gestora, como reclamaban sus críticos, que asume el control del partido. Se asume en este punto que el PSOE se abstendrá y permitirá la investidura de Mariano Rajoy, que era lo propuesto por los críticos, aunque oficialmente el partido no anunciaría la abstención en el Congreso de los Diputados hasta el 23 de octubre. 
|  | 52,17 |

|  | 42,29 |

|  | 5,53 |

### Abstención en la investidura de Rajoy
El 24 de octubre de 2016 se celebró un Comité Federal que decidió que el grupo parlamentario socialista se abstuviera en la segunda votación de la investidura de Mariano Rajoy como Presidente del Gobierno. La decisión fue adoptada por 139 votos a favor y 96 en contra.

### Dimisión de Pedro Sánchez como diputado
El 27 de octubre de 2016, en la tercera votación de investidura, Pedro Sánchez y el resto de diputados del Grupo Socialista votaron negativamente a la investidura de Rajoy, tal y como había acordado la dirección federal del PSOE. El 29 de octubre de 2016, Pedro Sánchez entregó su acta de diputado, dejando vacante su escaño horas antes de la cuarta y decisiva votación de investidura de Mariano Rajoy, evitando así abstenerse o votar en contra de lo decidido por su partido. La noticia fue comunicada por él mismo, minutos después de haber entregado dicha acta.
El 31 de octubre, Pedro Sánchez concedió una entrevista en el programa de televisión Salvados, donde explicó que ciertos medios le comunicaron personalmente que, si su intención era algún tipo de pacto entre el PSOE y Podemos, ellos se posicionarían en contra. En concreto, se refirió al periódico El País, perteneciente al Grupo Prisa. Sánchez declaró en la entrevista que esta posición del periódico estuvo promovida por accionistas de Prisa, en concreto compañías financieras y la empresa Telefónica, bajo la presidencia de César Alierta, que, según explicó Sánchez, no estaban interesadas en que se formara un gobierno diferente a uno presidido por Mariano Rajoy. Sin embargo, Sánchez aclaró que él respetaba totalmente la posición editorial que tomaban los medios de comunicación en ejercicio de su libertad de prensa.

## Consecuencias y resultado posterior
Mientras tanto Susana Díaz, participó en varios actos públicos junto a varias figuras del partido como Felipe González, el 17 de noviembre, o José Luis Rodríguez Zapatero, el 16 de diciembre
La gestora decidió finalmente elegir un nuevo secretario general mediante primarias en mayo y abrir el 39.º Congreso del PSOE para junio de 2017 para sentar las bases de una nueva dirección y un nuevo plan político. El 15 de enero de 2017 Patxi López presentó su candidatura a secretario general del partido en Fuenlabrada, y el 28 de enero, Pedro Sánchez hacía lo mismo en Dos Hermanas (Sevilla), lo que fue considerado un gesto hacia su contrincante directa Susana Díaz, nacida en la provincia de Sevilla. Finalmente, el 12 de marzo de 2017, Susana Díaz anunció la presentación de su candidatura a la secretaría general.
A pesar de que Susana Díaz tenía el apoyo de la vieja guardia del PSOE, el 21 de mayo de 2017 Pedro Sánchez ganó las primarias del partido con un resultado de (50,2%), retomando así la secretaría general del partido.